# 阴极射线管娱乐装置
陰極射線管娛樂裝置（英語：cathode-ray tube amusement device）是目前已知最早採用電子視覺化顯示器的互動式电子类游戏，以阴极射线管中發出的電子束，於顯示器上形成投射點模擬導彈；而玩家要利用旋鈕調整投射點的運動軌道，嘗試擊中覆蓋於顯示器上的塑膠目標。陰極射線管娛樂裝置基於模拟电路，由小湯瑪斯·戈德史密斯和艾斯托·雷·曼（Estle Ray Mann）發明，1947年註冊专利，隔年獲批通過，不過並未實際投入大量生產或公開展示，對往後电子游戏产业並無影響。尽管该装置有一个電子視覺化顯示器，但由於陰極射線管娛樂裝置並未採用任何計算裝置，故在多數情況下並不被視為电子游戏；因此，儘管在早期電子遊戲史中佔有一席之地，後世極少將陰極射線管娛樂裝置納入「第一款電子遊戲」的候選範圍內。

## 遊戲玩法
陰極射線管娛樂裝置包含一根連接至示波器的阴极射线管，以及一組旋鈕和開關。裝置僅基於模拟电路，並未採用任何數位計算機、記憶裝置或程式。陰極射線管會在示波器顯示器上投射一個光點，代表導彈。當玩家啟動開關時，光點會在示波器的显示屏上划出一道抛物线，代表導彈軌跡。玩家的射擊標靶繪製於透明的塑膠板、覆蓋於顯示器上，代表飛機等物體。在飞行軌跡的盡頭，電子束將散焦，使光點暈開，代表引信觸發，導彈爆炸。玩家的目標即是讓電子束在標靶範圍內散焦。在導彈將發射前，玩家可調整旋鈕，控制導彈的軌跡及发射后爆炸的延遲時間。玩家可選擇只發射一次導彈，或是定期發射。這相當於給予玩家在時間限制打擊目標的任務。在遊玩時，玩家被推薦讓導彈的軌跡儘量偏離直線，以「多加運用技巧與細心」。

## 歷史
陰極射線管娛樂裝置由物理學家小湯瑪斯·戈德史密斯和艾斯托·雷·曼（Estle Ray Mann）發明。二人當時任職於美國新泽西州巴賽克的電視公司迪蒙實驗室，研發利用將電子信號輸出、投射到電視螢幕上的陰極射線管。戈德史密斯於1936年以示波器設計相關主題論文取得康奈尔大学物理哲學博士學位，在研發裝置時是迪蒙的研究主管。二人的發明靈感來自於戈德史密斯曾研究过的、第二次世界大战期間常用的雷达顯示器。迪蒙於1947年1月25日為陰極射線管娛樂裝置註冊专利，1948年12月14日獲美国专利及商标局通過。不過這史上第一項电子类游戏專利並未被迪蒙進一步利用，裝置本身亦未脫離手工製作的樣本階段。电气电子工程师学会的历史学家亚历克斯·马贡（Alex Magoun）推测，戈德史密斯沒有製作實際的原型，只是演示了該發明。電子遊戲史學家亞歷山大·史密斯（Alexander Smith）則推測，當時迪蒙實驗室困窘的財政狀況並不容許公司投資新產品。戈德史密斯在制作了该设备后并未在游戏领域從事更多研究。他於1953年升任迪蒙實驗室副總裁，在迪蒙破產分拆之際離職，1966年成為傅爾曼大學物理學系教授，並將陰極射線管娛樂裝置的樣本一同攜往傅爾曼。在2016年的一次訪談中，時任傅爾曼大學物理學系教授比爾·布蘭特利（Bill Brantley）回憶稱戈德史密斯曾向他演示裝置。
儘管採用圖形顯示，但由於僅使用類比硬體，加上並未實際投入大量生產，後世極少將陰極射線管娛樂裝置納入「第一款電子遊戲」的候選範圍內，在多數情況下甚至並不將其視為电子游戏。不過，陰極射線管娛樂裝置作為目前已知最早採用電子視覺化顯示器的互動式電子類遊戲，仍在早期電子遊戲史中佔有一席之地。比它更早的游戏（例如1936年製作的西伯格Ray-O-Lite）要么没有電子視覺化顯示器，要么没有大量使用电子元件操作电子信号而只是单纯利用电力。陰極射線管娛樂裝置惟因未實際投入大量生產或公開展示，没有直接启发其他游戏的诞生，對往後电子游戏产业没有影響。陰極射線管娛樂裝置自1940年代後隱沒無聞，直到2002年才重見天日：當時，法國電子產品收藏家大衛·溫特（David Winter）在搜尋1972年電子遊戲機米罗华奥德赛原型的踪迹時，意外於檔案倉庫內存放的1974年美格福斯控告幾家街機遊戲公司的訴訟文件中，尋獲塵封多年的裝置專利。